# Ochotona turuchanensis
Ochotona turuchanensis es una especie de mamífero de la familia Ochotonidae.

## Distribución geográfica
Es endémica del Krasnoyarsk, en Rusia.